# Ted Murphy
Edward „Ted“ B. Murphy (* 30. Oktober 1971 in West Newton, Massachusetts) ist ein ehemaliger Ruderer aus den Vereinigten Staaten, der 1994 Weltmeisterschaftszweiter im Vierer mit Steuermann und 2000 Olympiazweiter im Zweier ohne Steuermann war.

## Sportliche Karriere
Ted Murphy nahm 1993 im Vierer mit Steuermann an den Weltmeisterschaften in Račice u Štětí teil und belegte den achten Platz. Im Jahr darauf bei den Weltmeisterschaften in Indianapolis siegte der Vierer aus Rumänien, 0,29 Sekunden dahinter gewannen Bill Cooper, Adam Holland, Ted Murphy, Chris Swan und Steuermann Pete Cipollone die Silbermedaille. Bei den Weltmeisterschaften 1995 ruderte Murphy mit dem Vierer ohne Steuermann auf den siebten Platz. In der Olympiasaison 1996 gehörte Murphy zum US-Achter. Bei den Olympischen Spielen in Atlanta belegte der Achter mit Douglas Burden, Bob Kaehler, Porter Collins, Ted Murphy, Jamie Koven, Jon Brown, Donald Smith, Fred Honebein und Steuermann Steven Segaloff den fünften Platz mit fast drei Sekunden Rückstand auf die drittplatzierten Russen. 1997 ruderte Murphy mit Adam Holland im Zweier ohne Steuermann. Bei den Weltmeisterschaften auf dem Lac d’Aiguebelette gewannen die beiden die Bronzemedaille hinter den Franzosen Michel Andrieux und Jean-Christophe Rolland und den Italienern Lorenzo Carboncini und Mattia Trombetta.
Nach zwei Jahren Pause kehrte Murphy 2000 zurück. Bei der Weltcupregatta in Luzern im Juli 2000 belegte Murphy den dritten Platz mit dem Achter, in dem auch Sebastian Bea saß. Bea und Murphy wechselten für die Olympischen Spiele in Sydney in den Zweier ohne Steuermann. Nach dritten Plätzen in Vorlauf und Halbfinale gewannen die beiden im Finale die Silbermedaille mit einer knappen Sekunde Rückstand auf die Franzosen Andrieux und Rolland.